# 15718 Imokawa
15718 Imokawa eller 1990 BB2 är en asteroid i huvudbältet som upptäcktes den 30 januari 1990 av de båda japanska astronomerna Kazuro Watanabe och Masanori Matsuyama vid Kushiro-observatoriet. Den är uppkallad efter astronomen Satoshi Imokawa.
Asteroiden har en diameter på ungefär 5 kilometer.